# Monosabio

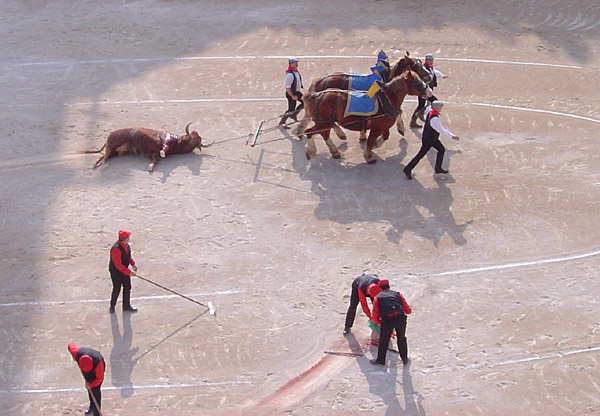
Monosabios remettant la piste en état (tâche ordinairement dévolue aux areneros) alors que l'arrastre traîne le corps du taureau hors du ruedo (arènes d'Arles).

Le monosabio (de l'espagnol mono sabio : singe savant) ou mozo de caballo est, dans le monde de la tauromachie, un membre du personnel de l'arène chargé d'aider le picador et le cheval en piste.

## Présentation
Les monosabios interviennent pendant le tercio de piques, au cours duquel ils aident les picadors à monter en selle, à maîtriser leur monture et les assistent s'ils sont renversés avec leur cheval sous la charge du taureau. À part les toreros, ils sont les seuls à pouvoir pénétrer sur le ruedo pendant la lidia.
Leur costume, qui n'a guère évolué depuis le milieu du XIXe siècle, se compose d'une ample chemise de couleur rouge ou bleue, d'un pantalon sombre et d'une casquette de la même couleur que la chemise.
En France, le rôle des « mozos de caballos » et des « areneros » est contenu dans l'article 20 du Règlement de l'Union des villes taurines françaises.

### Origine du nom
Le nom de monosabio est à l'origine un surnom donné aux garçons d'écurie des arènes de Las Ventas par le public madrilène, qui trouvait dans leur costume rouge une ressemblance avec celui d'une troupe de singes savants (monos sabios en espagnol), produite dans un spectacle de cirque à Madrid vers 1847.
Les lads portaient jusque-là le nom de chulos (espagnol : insolents, frimeurs), mais le sobriquet finit par se populariser, les monos sabios devinrent monosabios en un seul mot, et le terme fit son entrée dans le lexique taurin.

### Historique

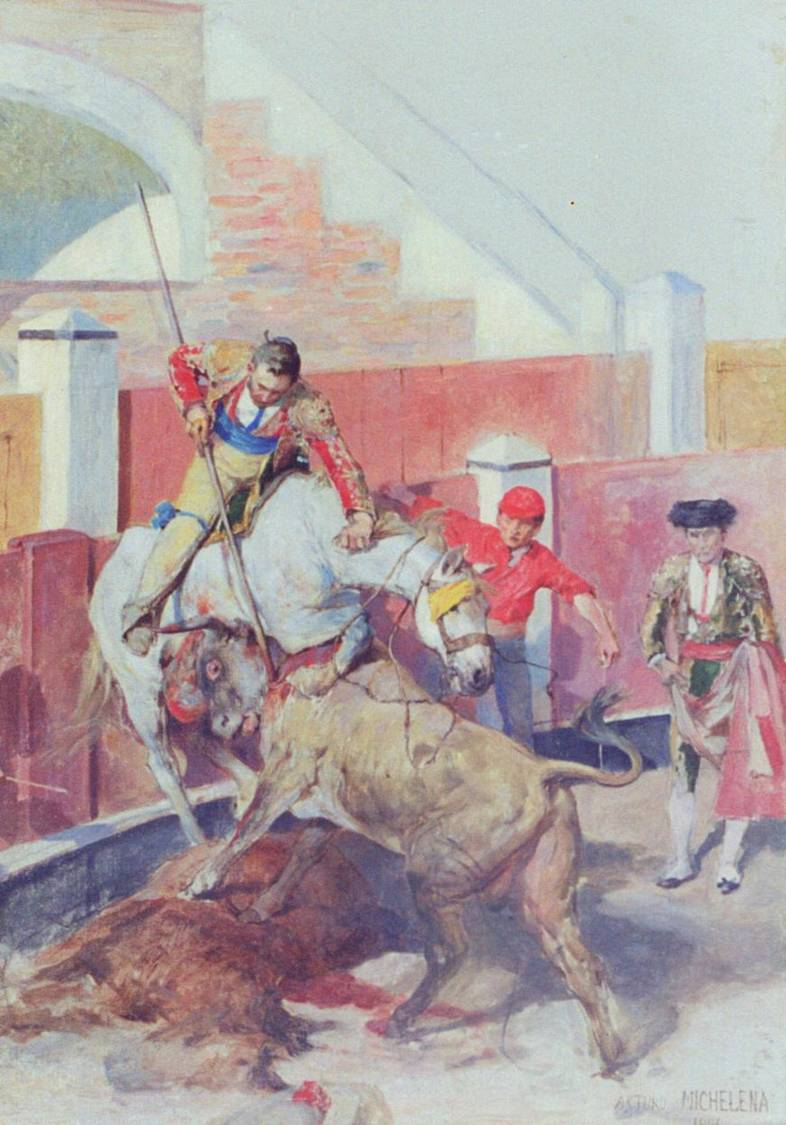
Picador con toro y Monosabio, œuvre du XIXe siècle d'Arturo Michelena

À l'origine, les monosabios étaient les palefreniers et les hommes de main des picadors. Ils intervenaient pour sortir de la piste les chevaux blessés en nombre avant l'obligation en 1928 de porter le caparaçon, ils réalisaient sur eux une « barbare et élémentaire chirurgie » (selon les termes de José María de Cossío) en urgence dans le callejón, ou bien ils les abattaient s'il n'y avait pas d'espoir de les sauver.
Ces tâches auxiliaires sur les chevaux estropiés, qui parfois étaient répugnantes ou cruelles (comprenant parfois des coups de pied pour relever le cheval et le remettre en piste), se faisaient à la vue de tous, ce qui rendait les monosabios très impopulaires. Ces derniers provoquaient également des protestations quand ils outrepassaient leurs fonctions, en citant par exemple le taureau avec leur casquette. 
En dépit de ces polémiques, on a toujours considéré leur intervention comme nécessaire et courageuse, étant donné les risques qu'ils prenaient pour assister et secourir le picador à proximité immédiate du taureau.

## Sources
- José María de Cossío, Los toros, Madrid, Espasa Calpe, 2007. Tome 6, p. 79-84.